# Zoja Jusowa
Zoja Fiodorowna Jusowa, z domu Kosaczowa (ros. Зоя Фёдоровна Юсова (Косачёва), ur. 1 kwietnia 1948 w Krasnodarze) – rosyjska siatkarka reprezentująca ZSRR, medalistka igrzysk olimpijskich.

## Życiorys
Jusowa wystąpiła na igrzyskach olimpijskich 1976 w Montrealu. Zagrała wówczas we wszystkich trzech meczach fazy grupowej, w meczu półfinałowym oraz w przegranym finale z Japonkami.
Do 1968 występowała w klubie Dinamo Krasnodar. W latach 1959–1971 była zawodniczką Dinamo Moskwa, z którym jedenastokrotnie zdobywała medale mistrzostw ZSRR, w tym sześciokrotnie mistrzostwo w latach 1970–1973, 1975 i 1977, wicemistrzostwo w 1974 oraz czterokrotnie 3. miejsce w 1969, 1976, 1978 i 1979. Siedmiokrotnie zwyciężała w Pucharze Europy Mistrzyń Krajowych (w latach 1969–1972, 1974, 1975 i 1977). Karierę sportową zakończyła w 1979.
W latach 1978–1980 pełniła funkcję trenerki drużyny Dinamo Moskwa. W 1998 została wyróżniona tytułem Zasłużony Mistrz Sportu ZSRR. Mieszka w Moskwie.